# Macondo

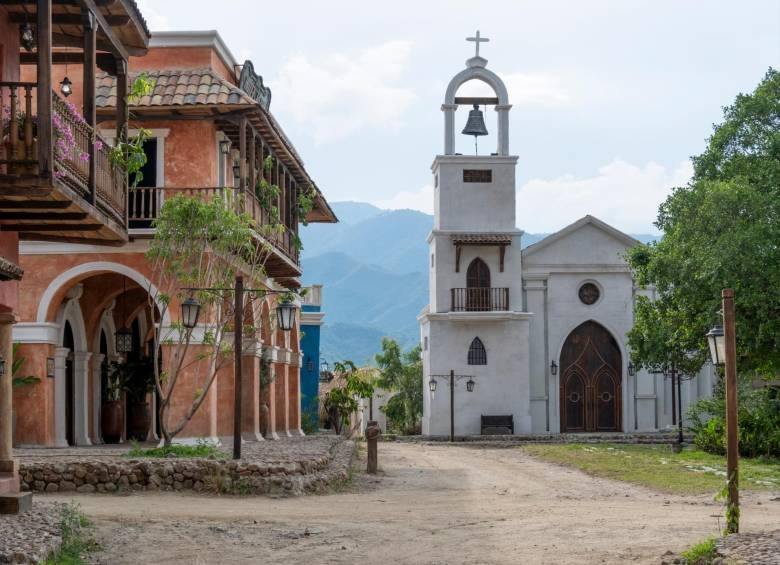
Povoado de Macondo

Macondo é um povoamento humano do tipo vila, povoado ou aldeia fictícia onde se passa boa parte da história do livro Cem Anos de Solidão do autor Gabriel García Márquez.
O livro descreve a localidade como: "uma aldeia de vinte casas de barro e taquara, construídas à margem de um rio de águas diáfanas que se precipitavam por um leito de pedras polidas, brancas e enormes como ovos pré-históricos". 
Macondo é uma aldeia inicialmente pacata, na qual vivem trezentas pessoas. Ali se passa o romance Cien Años de Soledad. A aldeia fora construída por José Arcadio Buendía em sua juventude. Buendía, juntamente com outros homens, mulheres, crianças e animais, atravessou a serra procurando uma saída para conquistar o mar. Entretanto, após vinte e seis meses de luta, este povo desistiu, culminando na fundação da fictícia Macondo. Isso se deu no lugar em que José Arcadio Buendía sonhou com uma cidade onde as casas tinham paredes de espelho.
Macondo foi baseada na cidade da Aracataca, onde Gabriel G. Marquez viveu parte da sua infância. Macondo era o nome de um bananal que se localizava nas imediações da cidade. Na Língua Bantu, Macondo quer dizer Banana. Há quem diga que Macondo foi inspirada pela ficcional Yoknapatawpha County, de William Faulkner, embora outras pessoas defendam que o escritor não tenha lido nenhuma peça de Faulkner enquanto escrevia o romance.
A aldeia aparece pela primeira vez no livro 'A Revoada'. Pouco tempo depois, aparece em Cem anos de Solidão. Em "A Má Hora", outro romance de Garcia, Macondo é apenas citada, criando e demonstrando uma ligação entre os dois romances. Também aparece no conto "Isabel vendo chover em Macondo", o qual, como sugere o título, se passa em Macondo. Na narrativa de Cem Anos de Solidão, a aldeia cresce a partir de um pequeno assentamento com quase nenhum contato com o mundo exterior. Afinal, torna-se uma local grande e próspero, muito diferente do bananal onde tudo iniciou. O estabelecimento do bananal vai levar Macondo à queda, seguida por uma gigantesca tempestade de vento que vai limpá-la do mapa. Como a aldeia cresce e eventualmente é desestruturada, as diferentes gerações da família Buendía desempenham um papel importante, contribuindo para seu desenvolvimento. 
Embora não tenha sido acatado, houve um movimento a fim de mudar o nome de Aracataca, cidade natal de Gabriel García Márquez, para Macondo.